# Elecciones presidenciales de Costa Rica de 1863
Jesús Jiménez Zamora fue elegido presidente de Costa Rica por primera vez en las elecciones generales de 1863, sucediendo a José María Montealegre Fernández. Disolvería casi inmediatamente después el Congreso pero convocaría a elecciones parlamentarias al momento restableciendo la calma y terminando su período de forma pacífica.